# Кралство Таволара
Кралство Таволара (на италиански: Regno di Tavolaraе) е бивше кралство в днешна Италия на едноименния остров в залива на град Олбия, Сардиния. Създадено е от генуезкия мореплавател Джузепе Бертолеони през 1807 г.
Джузепе Бертолеони е бил привлечен от странния цвят на зъбите на овцете там – златен, тъй като те обикалят и по крайбрежието, ядат и морски растения.
Кралят на Сардиния – Карло Алберто, разбира за него и отива на острова. Според легендата кралят на Сардиния бил отишъл да ловува. Той е посрещнат от сина на Джузепе – Паоло Бертолеони. Заради което устно, а по-късно и писмено с печата на краля на Сардиния провъзгласил Паоло Бертолеони за крал на Таволара.
Краят на кралството идва през 1934 г., когато без кръвопролития, Италия анексира острова. 
През 1962 г. НАТО създава база на острова.
Хората на острова се издържат главно с отглеждане на кози, риболов, продажба на сувенири и ресторанти.
Наследникът на Джузепе, Антонио Бертолеони, се бори за връщането на монархията на острова, но неуспешно.